# 卑路乍灣
卑路乍灣是香港的一個海灣，位於香港島堅尼地城以北，硫磺海峽以東。該海灣的名稱是紀念在1841年測量維多利亞港的英國海軍愛德華·卑路乍軍官。
經過1990年代末的卑路乍灣填海工程（青洲發展計劃的首部分），堅彌地城海旁以西的一部份卑路乍灣成為了卑路乍灣公園、停車場、以及海旁的城西道。現時卑路乍灣填海區很多的地方還是空地。
卑路乍灣亦是香港三個被俗稱為「擸𢶍灣」（垃圾灣）的海灣之一（其餘兩個海灣是醉酒灣及將軍澳）。

## 註腳
1. ↑  .   [2007年8月5日]. （原始内容存档于2007年9月30日）.